# Flensburg, Minnesota
Flensburg là một thành phố thuộc quận Morrison, tiểu bang Minnesota, Hoa Kỳ. Năm 2010, dân số của thành phố này là 225 người.

## Dân số
- Dân số năm 2000: 244 người.
- Dân số năm 2010: 225 người.